# Sebastian Edzardus
Sebastian Edzardus (auch: Edzard; * 1. August 1672 in Hamburg; † 10. Juni 1736 in Hamburg) war ein deutscher Philosoph, lutherischer Streittheologe und Missionar.

## Leben

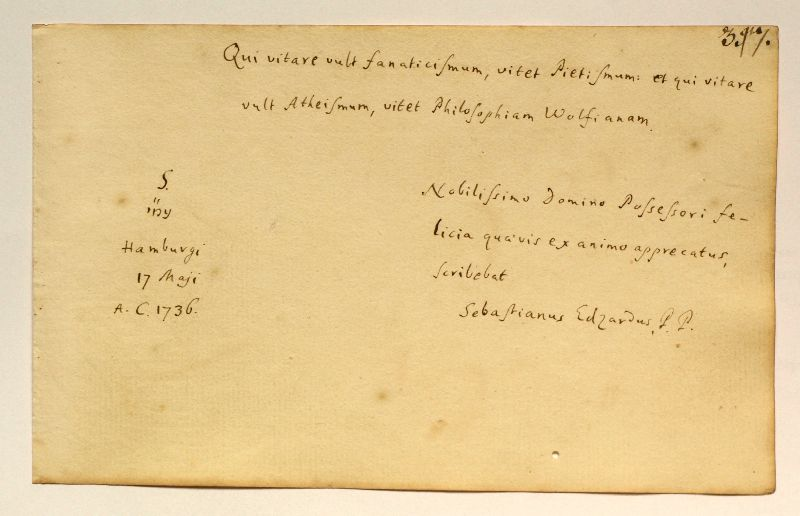
Stammbucheintrag von Edzardus im Mai 1736, kurz vor seinem Tod (Stammbuch Johann Friedrich Behrendt): „Wer den Fanatismus meiden will, meide den Pietismus; und wer den Atheismus meiden will, meide die Wolffsche Philosophie.“

Geboren als Sohn des Esdras Edzardus, immatrikulierte er sich am 14. Juli 1694 an der Universität Wittenberg. Hier erwarb er am 29. April 1695 den akademischen Grad eines Magisters und fand am 15. März 1698 als Adjunkt an der philosophischen Fakultät Aufnahme. Im letzteren Jahr kehrte er in seine Heimatstadt zurück, um 1699 am akademischen Gymnasium eine Professur für Logik und Metaphysik zu erhalten. Lebenslang war er in diesem Amt tätig und wurde fünfmal zum Rektor der Einrichtung gewählt.
Edzard trat auch als Vertreter der lutherischen Orthodoxie in Erscheinung und verfasste dazu eine Vielzahl von Schriften in lateinischer, hoch- und niederdeutscher Sprache. Mit diesen Schriften beteiligte er sich auch an dem Fakultätenstreit zwischen den lutherisch-orthodoxen Universitäten und den Vertretern des Pietismus an der Universität Halle. Dabei arteten seine kritischen Arbeiten teilweise aus und er wurde dafür bestraft, ja teilweise wurden seine Bücher auch verbrannt. Edzard ließ polemische Schriften folgen, um die „pietistischen Intrigen“ offenzulegen.
Daraufhin wurde er 1733 für drei Jahre suspendiert, zu einer hohen Geldsumme verurteilt und musste seine schriftstellerische Tätigkeit einstellen. Innerhalb der theologischen Auseinandersetzungen soll er 50 Katholiken und Reformierte für die lutherische Lehre gewonnen sowie unzählige Juden dem Christentum zugeführt haben.